# Biografielijst Vu

## Vu

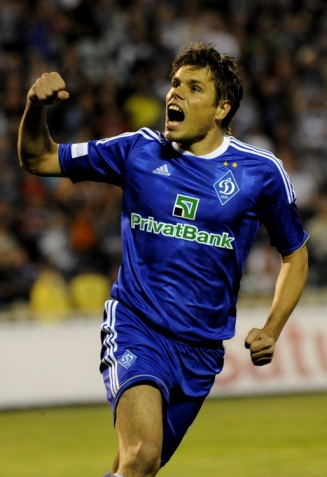
Ognjen Vukojević

- Vũ Thị Hương (1986), Vietnamees atlete

## Vua
- Jean Vuarnet (1933-2017), Frans alpineskiër

## Vuc
- Johannes van Vucht (1931-1991), Nederlands jurist
- Mirko Vučinić (1983), Montenegrijns voetballer

## Vug
- Kees van Vugt (1929-2015), Nederlands roeier

## Vui
- Édouard Vuillard (1868-1940), Frans kunstschilder
- Éric Vuillard (1968), Frans schrijver, regisseur en scenarioschrijver

## Vuj
- Dario Vujičević (1990), Bosnisch-Kroatisch voetballer

## Vuk
- Zdenko Vukasović (1941-2021), Kroatisch voetbaldoelman
- Boris Vukčević (1990), Duits-Kroatisch voetballer
- Ognjen Vukojević (1983), Kroatisch voetballer
- Vice Vukov (1936-2008), Kroatisch zanger en politicus
- Bill Vukovich (1918-1955), Amerikaans autocoureur
- Ante Vukušić (1991), Kroatisch voetballer

## Vul
- Vesna Vulović (1950), Joegoslavisch stewardess

## Vun
- Martin Vunk (1984), Estisch voetballer

## Vuu
- Jet van Vuuren (1956), Nederlands thrillerschrijfster

## Vuy
- Hendrik Vuye (1962), Belgisch politicus en hoogleraar
- Ferdinand Vuylsteke (1805-1872), Belgisch politicus
- Jean-Baptiste Vuylsteke (1784-1863), Belgisch politicus
- Julius Vuylsteke (1836-1903), Belgisch politicus, hoofdredacteur en bestuurder
- Leon Vuylsteke (1905-1989), Belgisch politicus
- Louis Vuylsteke (1774-1854), Belgisch architect en politicus
- Michael Vuylsteke (1869-1930), Nederlands geestelijke
- Luc Vuylsteke de Laps (1955), Belgisch politicus